# Storia del fumetto italiano
La storia del fumetto italiano inizia ufficialmente il 27 dicembre 1908 con la pubblicazione del primo numero del Corriere dei piccoli, il primo giornale a fumetti italiano. Il primo personaggio di ideazione italiana fu Bilbolbul, di Attilio Mussino. A partire dal secondo dopoguerra, e durante il corso del XX Secolo la tradizione del fumetto italiano si è affermata sia in Italia che all'estero, con numerose testate italiane tradotte in molte lingue.

## Le origini - fino alla prima guerra mondiale

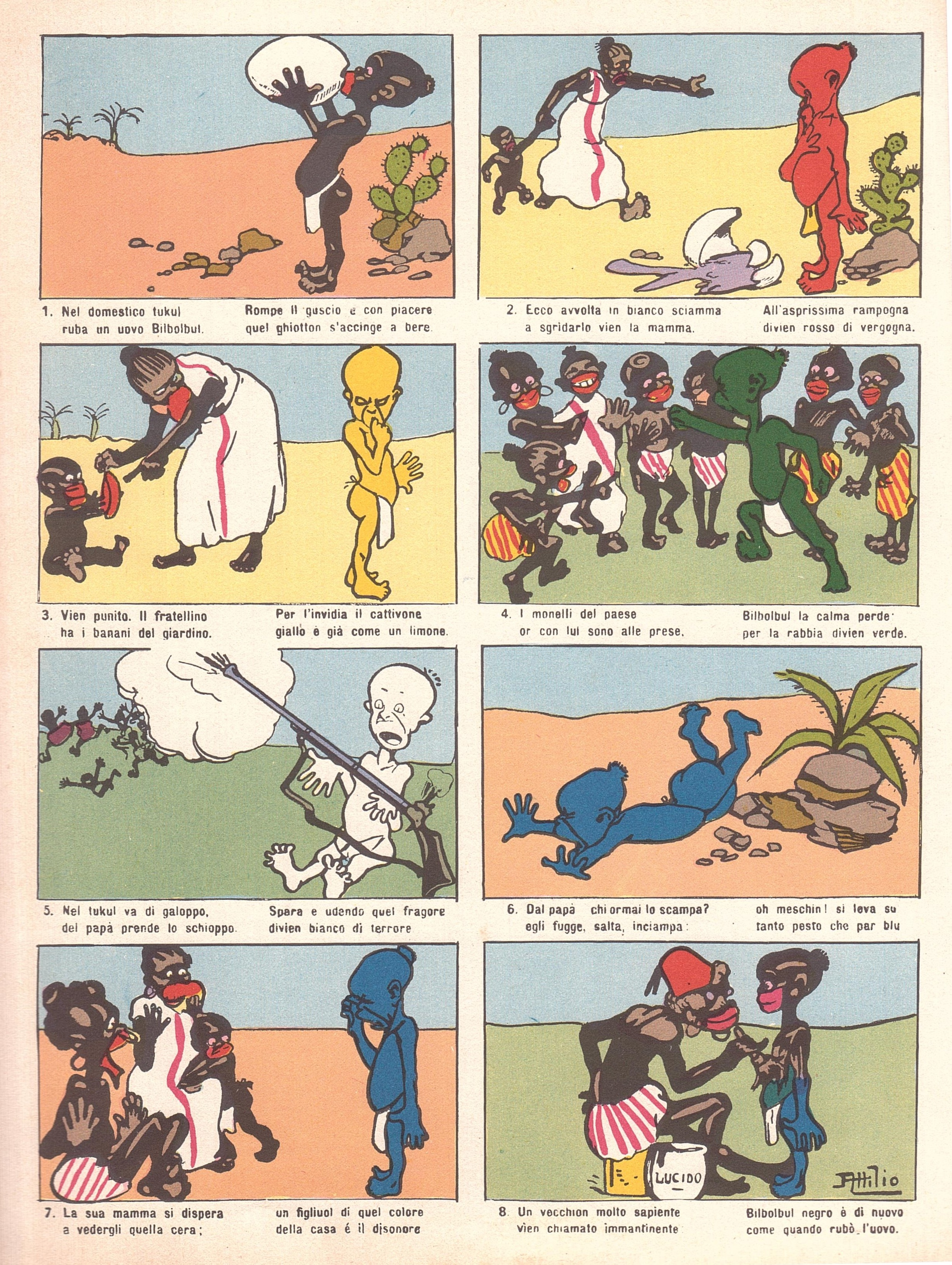
Il primo fumetto italiano: Bilbolbul sul Corriere dei Piccoli del 1908

Il Corriere dei Piccoli è stata la prima rivista settimanale di fumetti italiana; è esordita il 27 dicembre 1908, giorno che viene considerato la data di nascita del fumetto italiano, in quanto vennero introdotto in Italia i fumetti statunitensi; la pubblicazione venne ideata dalla giornalista Paola Lombroso Carrara con intenti pedagogici ricercati alternando alle “storie illustrate a colori”, articoli di divulgazione e narrativa di buona qualità su ispirazione di alcune testate europee dell'epoca rivolte ai bambini nelle quali l'uso delle immagini a corredo dei contenuti era molto diffuso. La nuova pubblicazione presentava materiale di origine anglosassone e statunitense al quale vennero rimosse le nuvolette non solo per un pregiudizio culturale, ma anche per risolvere problematiche tecniche legate alla riproduzione delle tavole. La prima pagina era sempre dedicata a una storia di una sola tavola a colori con vignette private delle nuvolette e sostituite da didascalie in rima a commento del racconto figurato; nelle pagine seguenti vi erano racconti e poesie. 

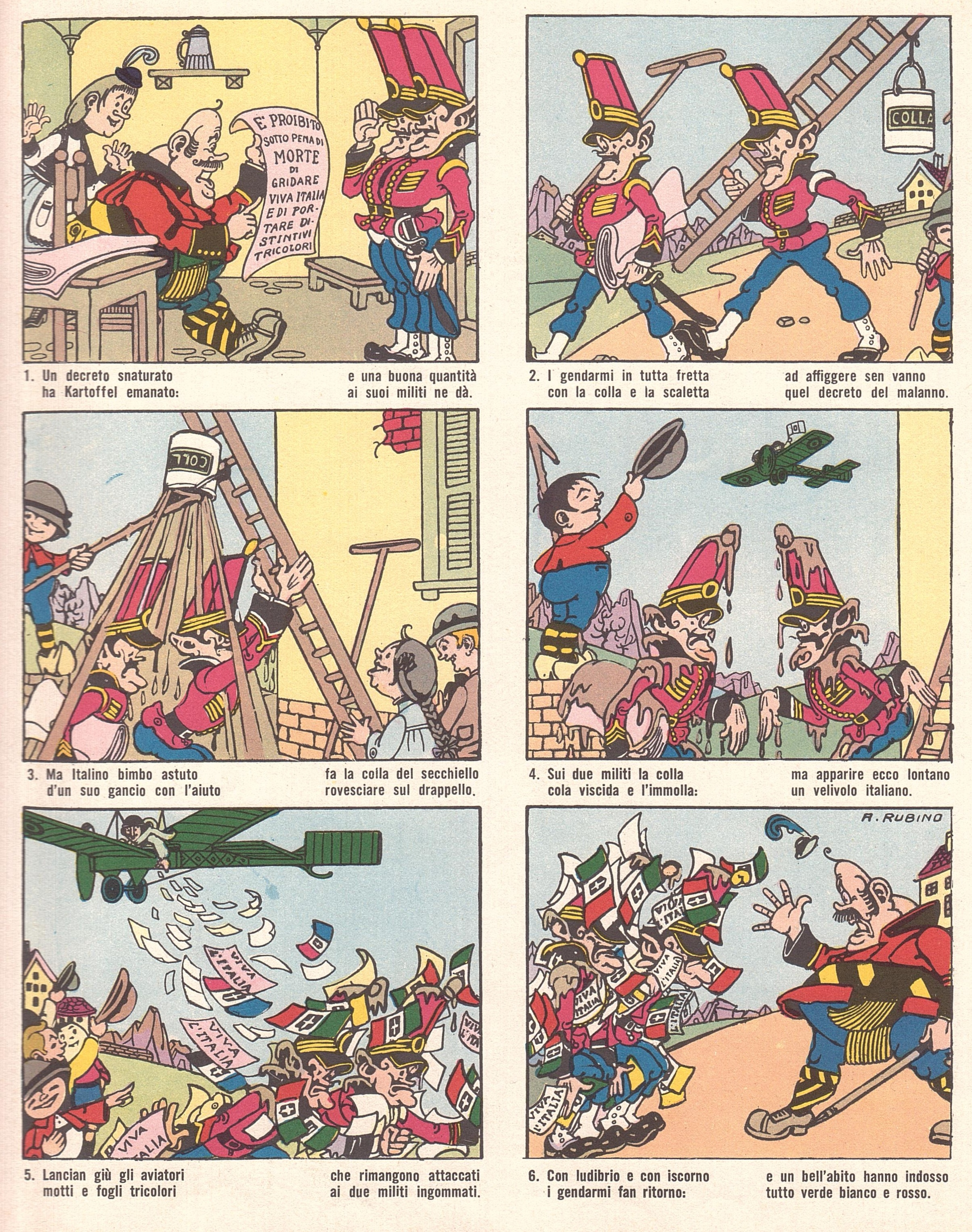
Fumetto di Italino del 1915, esempio di patriottismo nei fumetti durante la Grande Guerra

Le tavole a fumetti importate dall'estero vennero adattate italianizzandone i nomi: in questo primo periodo vennero pubblicate serie come Fortunello e la mula Checca (Happy Hooligan) di Opper, Mimmo (Buster Brown) di Outcault, Arcibaldo e Petronilla (Bringing Up Father) di McManus, Bibì e Bibò (Katzenjammer Kids) di Dirks. Inoltre l'approccio tenuto, rivolgendo i fumetti essenzialmente ai bambini, collocò il fumetto all'interno di un contesto essenzialmente infantile. Accanto alle storie importate dagli Stati Uniti si sviluppò anche una produzione italiana di storie con una filastrocca come didascalia come Bilbolbul di Attilio Mussino e Quadratino di Antonio Rubino. Dagli esordi fino al 1914 il formato si mantiene inalterato composto da 16 pagine che raddoppiarono nel 1915 grazie anche al successo che viene presto raggiunto e si mantenne nel tempo anche durante la prima guerra mondiale quando apparve per la prima volta il Signor Bonaventura di Sergio Tofano che fece raggiungere alla rivista un successo notevole.

## Il primo dopoguerra e gli anni venti
L'approccio tenuto dal Corriere dei Piccoli, rivolgendosi essenzialmente a bambini, collocò il fumetto all'interno di un contesto essenzialmente infantile e quindi, mentre nello stesso periodo negli Stati Uniti i quotidiani pubblicavano fumetti perché contribuivano a far crescere le vendite in quanto letti anche dagli adulti, in Italia quegli stessi prodotti venivano considerati, a causa del pregiudizio borghese nei confronti della cultura popolare, passatempi infantili. Comunque dopo la prima guerra mondiale arriverà una nuova generazione di disegnatori italiani che creerà una serie di macchiette destinate a fare epoca come Sor Pampurio o Marmittone. Nel 1930 uscì sul Corriere dei Piccoli Pier Cloruro de' Lambicchi di Giovanni Manca, dove famosi personaggi storici prendevano vita da un foglio di carta grazie alla miracolosa "arcivernice".
Nel febbraio del 1923 esordì Il Balilla, un giornale a fumetti propagandistico che dal Corrierino prese ispirazione per la grafica, e che propose nuove storie incentrate su personaggi eroici, i primi nella storia del fumetto italiano. Pochi mesi più tardi uscì un altro concorrente di forte ispirazione cattolica, Il Giornalino delle Edizioni Paoline. Nel 1924 venne pubblicato come quarto volume di una collana per ragazzi, Le burle di Furbicchio ai maghi, che è ritenuto essere il primo albo a fumetti pubblicato in Italia. Di questo albo si era poi persa memoria e per anni si è ritenuto che il primo albo a fumetti fosse Le avventure aviatorie di un Balillino, una storia a fumetti scritta da Mario Nerbini e disegnata da Carlo Cossio pubblicata nel 1928 in Italia dalla Nerbini come supplemento alla rivista umoristica Il 420.

## Anni trenta
Il successo dell'iniziativa porterà a nuove testate di altri editori come Jumbo della Lotario Vecchi e Topolino della Nerbini, anch'esse, come il Corriere dei Piccoli, dirette a un pubblico infantile e realizzate con materiale d'importazione. Nel 1930 aveva esordito Topolino in Italia sul'Illustrazione del Popolo, supplemento della Gazzetta del popolo, e due anni dopo gli venne dedicata una propria testata, il settimanale Topolino edito inizialmente dalla Nerbini e poi dalla Mondadori. Il primo settimanale italiano a fumetti pubblicato fu Jumbo, edito da Lotario Vecchi, apparso in edicola il 17 dicembre 1932, il quale introdusse in Italia i racconti di avventure illustrati a puntate rinunciando ai racconti di solo testo che contraddistinguevano l’editoria del tempo; presentava storie a puntate di produzione britannica e propose una convivenza tra la vecchia didascalia e la nuvoletta e, in conformità all'epoca, non mancavano richiami all'ideologia nazionalistica di matrice fascista.

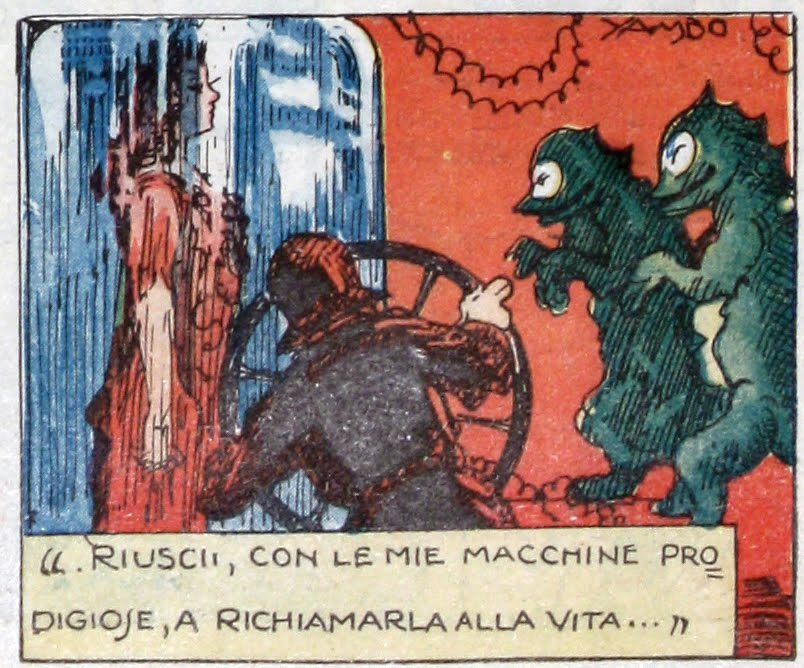
Una vignetta de Gli uomini verdi di Yambo del 1935, prima serie a fumetti di fantascienza italiana.

La Mondadori su Topolino pubblicò nel 1937 Kit Carson di Rino Albertarelli, ispirato dalla già crescente fascinazione italiana per il West americano, ma anche la prima fantascienza cominciò a prendere piede con Gli uomini verdi di Yambo del 1935 (prima serie italiana a fumetti di fantascienza) ed S.K.1 di Guido Moroni Celsi del 1935-1937, ma soprattutto con Saturno contro la Terra, serie di Federico Pedrocchi e Giovanni Scolari, ispirata alle avventure dell'americano Flash Gordon e pubblicata su I tre porcellini sempre di Mondadori nel 1936.
Successivamente nacquero riviste rivolte agli adolescenti, che pubblicavano fumetti d'avventura americani. Il 14 ottobre 1934 sempre Nerbini lanciò L'Avventuroso, prima pubblicazione italiana interamente dedicata ai fumetti d’avventura americani che arrivò a vendere centinaia di migliaia di copie settimanali. Fu inoltre la prima pubblicazione a presentare le strisce a fumetti complete delle nuvolette, che fino ad allora venivano sostituite da didascalie in rima. Un mese dopo Lotario Vecchi fece esordire L'Audace, che anch'esso pubblicava soprattutto materiale americano e famoso per essere stato uno dei primi giornali per ragazzi a pubblicare fumetti avventurosi statunitensi oltre ad alcune tra le più importanti serie italiane del periodo come Virus, il mago della foresta morta, Dick Fulmine e altre opere di autori come Rino Albertarelli, Federico Pedrocchi, Walter Molino e Carlo Cossio. Successivamente la testata viene ceduta a Gian Luigi Bonelli che lo trasforma in un albo e mette le basi per una fortunata carriera editoriale che porterà alla nascita della Sergio Bonelli Editore. Nello stesso periodo esordirono Il Monello nel 1933 e Intrepido nel 1935, pubblicate dai i fratelli Del Duca della Casa Editrice Universo con materiale italiano e destinate entrambe a una lunga vita editoriale. Segue nel 1936 la testata Argentovivo che diede ampi spazi ad autori italiani come Walter Molino, Rino Albertarelli e Nino Pagot. L'anno successivo esordì il settimanale di orientamento cattolico Il Vittorioso, pubblicato fino al 1966 e distribuito sia in edicola che nel circuito delle parrocchie, degli oratori e delle scuole cattoliche e pubblicato dalla Casa editrice AVE su iniziativa dell'Azione Cattolica con l'intento di lanciare sul mercato una rivista contenente materiale realizzato esclusivamente da autori italiani in concorrenza al laico l'Avventuroso della Nerbini e a tutti gli imitatori nati sulla scia del suo successo, come Topolino, I Tre Porcellini o L’Audace che pubblicavano materiale americano e quindi di matrice protestante. I risultati di vendita sono però deludenti perché le storie pubblicate peccano di ingenuità; l'arrivo alla direzione di Giovanni Luigi Bonelli che, oltre a firmare sceneggiature di qualità, riesce a ingaggiare alcuni talenti dell'epoca come Kurt Caesar, Antonio Canale, Franco Chiletto, Vittorio Cossio e il debuttante Benito Jacovitti porta a una svolta.
Il successo delle testate italiane che pubblicavano fumetti americani seppure italianizzati pose un limite nel 1938 il regime fascista proibendone la pubblicazione con l'eccezione solo iniziale di Topolino. La politica autarchica impose alla stampa una serie di restrizioni, prima fra tutte quella di non pubblicare più fumetti americani che vennero così sostituiti da fumetti italiani. Esempi di questa produzione autarchica sono:
- nel 1938 nacque la serie del poliziotto italoamericano Dick Fulmine, sempre di ispirazione americana, ma adattata ai canoni imposti dal regime e successivamente ribattezzata Fulmine per le stesse motivazioni, fu ideata da Vincenzo Baggioli e disegnata da Carlo Cossio. Fu pubblicata sugli Albi dell'audacia dell'editrice Vittoria;
- sul Vittorioso apparve nel 1938 la serie dell'aviatore Romano il Legionario, illustrata da Kurt Caesar e caratterizzata dalla passione dell'autore per la tecnologia e la meccanica e in linea con la propaganda fascista, la serie durò fino al 1940;
- nel 1939 esordì, sull'Audace, Virus, il mago della foresta morta, fumetto di fantascienza creato da Federico Pedrocchi e Walter Molino;
- sempre nel 1939 apparve sui periodici Mondadori la trasposizione a fumetti del Dottor Faust, scritta da Federico Pedrocchi e disegnata da Rino Albertarelli e Franco Chiletto.

## Il secondo dopoguerra e gli anni cinquanta
Durante la Seconda Guerra Mondiale Topolino interruppe la pubblicazione nel 1943 per riprendere solo nel 1945 e il Corriere dei Piccoli cambiò nome per un anno in Giornale dei Piccoli. La carta era diventata inoltre rara e quindi costosa; questo porta gli editori a usare un nuovo formato di piccole dimensioni con solo due o tre vignette disposte orizzontalmente per pagina che si stava diffondendo negli Stati Uniti per pubblicazioni gratuite e che permetteva un risparmio sui costi di stampa; la Mondadori impiegò questo formato per la collana Albi tascabili di Topolino, esordita nel 1948, che fu quindi il primo albo a strisce pubblicato in Italia; seguirono Piccolo Sceriffo, edito da Tristano Torelli e, pochi mesi dopo, la Collana del Tex, edito dalle Edizioni Audace di Tea Bertasi.
Dopo l'interruzione dovute alle vicende della guerra alcune riviste contenitore come Il Vittorioso, Il Monello, Intrepido, Corriere dei Piccoli, ripresero la pubblicazione mentre altre, come L'Audace e L'Avventuroso non ripresero più se non in diverse forme. Il Corriere dei Piccoli nel dopoguerra incominciò a risentire della concorrenza che dagli anni trenta, da quando cioè erano arrivati in Italia gli eroi statunitensi come Flash Gordon, Cino e Franco e Mandrake, venivano pubblicati senza didascalie rimate in sostituzione dei fumetti; il Corriere continuò nonostante tutto a credere nella propria scelta editoriale puntando sui classici Signor Bonaventura e Bibì e Bibò ma i successi dell'anteguerra erano ormai lontani e negli anni cinquanta le storie illustrate con le didascalie in rima vennero messe in secondo piano per tutto il decennio. Gli anni del dopoguerra arrisero invece al Vittorioso che grazie a una nutrita serie di autori raggiunse il successo; fra gli autori del periodo ci sono Benito Jacovitti, il quale realizzò storie umoristiche delle serie Pippo, Pertica e Palla e Cocco Bill rompendo con la tradizione suddivisione delle tavole che risaliva al Corriere dei Piccoli, nel genere avventuroso invece Franco Caprioli realizzò storie, come Moby Dick, ambientate per la maggior parte nei mari del Sud; nel 1951 Lino Landolfi creò il poliziotto italoamericano Procopio. Nello stesso periodo raggiungono la massima diffusione le riviste della Casa Editrice Universo, Il Monello e Intrepido le quali pubblicavano molti fumetti inglesi ed americani oltre che italiani come Pedrito el Drito di Antonio Terenghi.
Nel dopoguerra nasce una produzione di fumetti di genere avventuroso nel formato ad albo contenente una sola storia di un solo personaggio. La qualità non è sempre elevata ma abbondante. Si identificano vari sottogeneri dei quali i più fecondi sono: giustizieri mascherati, tarzanidi e soprattutto western, tutti di chiara ispirazione americana. In tutte queste storie si ripeteva lo schema della lotta dei "buoni contro cattivi". Fra i personaggi con una identità segreta ci sono Asso di Picche (1945), ideato da Alberto Ongaro e Mario Faustinelli, Misterix, ideato da Max Massimino Garnier e Paul Campani, Amok (1946): giustiziere mascherato asiatico ideato da Cesare Solini e Antonio Canale, in arte Phil Anderson e Tony Chan; un sottogenere del giustiziere, questo tipicamente italiano, fu quello delle persone modeste che combattono contro bande di malviventi come Gim Toro (1946), ideato da Andrea Lavezzolo, e Sciuscià (1949), ideato da Giana Anguissola e Tristano Torelli. Fra i tarzanidi, emuli italiani di Tarzan, Akim, ideato da Augusto Pedrazza e Roberto Renzi nel 1950 e Pantera Bionda (1948) ideato da Gian Giacomo Dalmasso e Enzo Magni che ricorda Sheena, regina della giungla e soggetta a ripetuti interventi di censura. Ma il genere più fecondo sarà quello western: nel 1948 esordisce, ideato da Tristano Torelli, Piccolo Sceriffo, primo fumetto pubblicato in Italia nel formato a strisce e poco dopo Gianluigi Bonelli ideò Tex Willer, destinato a essere uno dei personaggi di maggior successo oltre che la più famosa e duratura serie a fumetti italiana di sempre. Bonelli nel 1940 pone le basi per la fondazione della futura Sergio Bonelli Editore che diverrà la principale casa editrice italiana di fumetti e che sotto diverse denominazioni pubblicherà alcuni dei più importanti e longevi personaggi del fumetto italiano, entrati nell'immaginario collettivo come, oltre a Tex Willer, il Piccolo Ranger, Zagor e Dylan Dog. Altri protagonisti del genere western furono: Pecos Bill (1949), ideato da Guido Martina; Kinowa: ideato da Andrea Lavezzolo e disegnato dallo studio EsseGesse e pubblicate dall'Editoriale Dardo; Capitan Miki (1951) e il Grande Blek (1954), ideato e disegnato dallo studio EsseGesse e pubblicate dall'Editoriale Dardo e il Piccolo Ranger (1958), ideato da Lavezzolo e Francesco Gamba per le Edizioni Audace.
In questo periodo nasce anche un nuovo tipo di fumetto, più realistico, rivolto in particolar modo alle lettrici: il fotoromanzo. Tra i più famosi quelli pubblicati dalla rivista Grand Hotel dei fratelli del Duca e Bolero Film di Mondadori.
Gli anni cinquanta videro il successo dei fumetti tascabili. La Mondadori pubblicava la testata Topolino nel tradizionale formato a giornale la quale, entrata in crisi come molte altre testate negli anni quaranta, si decise di sostituirla con un'altra di formato tascabile contenente solo storie con i personaggi della Disney; il primo numero uscì il 7 aprile 1949. Il cambio di formato fu causato dalla volontà di non perdere i diritti delle pubblicazioni da libreria che sarebbero stati ritirati dalla Disney se la Mondadori avesse interrotto la testata e pertanto si decise di continuarne la pubblicazione nel formato di un'altra pubblicazione della Mondadori, Selezione dal Reader's Digest, per stampare la quale veniva utilizzava una nuova e costosa macchina che però restava inutilizzata nei periodi di attesa tra un numero e il successivo. La testata fu destinata a un lungo e duraturo successo superando nel 2022 gli oltre 3500 numeri pubblicati. Le storie a fumetti presenti sono in gran parte americane tranne rare eccezioni a opera di autori italiani come Guido Martina, Romano Scarpa, Giovan Battista Carpi e Luciano Bottaro.
Il formato di Topolino venne adottato da altri editori come le Edizioni Alpe che nel 1950 pubblicò Cucciolo, testata con personaggi di Cucciolo e Beppe creati da Giuseppe Caregaro e ripresi poi da Giorgio Rebuffi inizialmente ispirati a Topolino e Pippo ma ugualmente arrisi da una fortunata vita editoriale durata fino alla fine degli anni ottanta. Altri personaggi di successo del periodo pubblicati nel formato libretto furono Pepito (1950), di Luciano Bottaro, Tiramolla (1952), di Roberto Renzi e Giorgio Rebuffi, Soldino (1957), di Giovan Battista Carpi, Pugacioff (1959) di Giorgio Rebuffi o Geppo di Giulio Chierchini per le Edizioni Bianconi editore questo che raggiungerà un duraturo successo nei decenni successivi realizzando storie che verranno prodotte e ristampate più volte anche da editori stranieri. Inoltre nel 1957 appare Cocco Bill di Benito Jacovitti.

## Anni sessanta
Negli anni sessanta venne riconosciuta una dignità di linguaggio al fumetto grazie agli studi di autori come Umberto Eco, con Apocalittici e integrati, un saggio pubblicato nel 1964, Roberto Giammanco, Elio Vittorini, Oreste Del Buono, Romano Calisi e altri. In questo clima nasce il primo Salone Internazionale dei Comics di Bordighera. Il successo fa sì che il mezzo si vada sempre più specializzandosi in base alle diverse fasce di età e si differenti target socio-culturali dei potenziali lettori. Nasce un fumetto rivolto al pubblico colto e si parla di fumetto d'autore che troverà spazio prevalentemente su riviste antologiche come Linus, fondata nel 1965 da Giovanni Gandini con la consulenza di Oreste Del Buono e fu la prima rivista italiana dedicata esclusivamente ai fumetti e tuttora in edicola, presto seguita da altre simili come Sgt. Kirk di Ivaldi ed Eureka dell'Editoriale Corno, entrambe del 1967, e Il Mago, della Mondadori (1972-1980).
Con Dino Battaglia, uno dei creatori di Asso di Picche il fumetto d'autore italiano viene rinnovato sia dal punto di vista narrativo che grafico, con cambiamenti repentini della visuale tra le vignette e un disegno più emotivo e dinamicizzato. Ma l'evento più importante riguardo alla storia del fumetto d'autore moderno, non solo italiano, è da considerarsi l'uscita del capolavoro di Hugo Pratt Una ballata del mare salato, primo episodio del suo più famoso personaggio Corto Maltese. Viene così inaugurato un nuovo modo di narrare con un fumetto più riflessivo, letterario, di narrativa, in cui le vicende, dal ritmo moderno, si svolgono in ambienti dal sapore esotico e sparsi in tutto il mondo. È il riflesso dell'utopia e di quella ricerca di libertà, avventura dell'autore. Questi due autori approderanno nella loro fase matura su Linus.
Fra le testate storiche, il Corriere dei Piccoli, che negli anni cinquanta aveva messo i fumetti in secondo piano, agli inizi degli anni sessanta decise una inversione di tendenza e comparvero i primi fumetti con le nuvolette pubblicando opere di grandi autori italiani come Grazia Nidasio (Valentina Mela Verde), Hugo Pratt (Una ballata del Mare Salato) e Benito Jacovitti (Cocco Bill, Zorry Kid e Jak Mandolino), disegnatori come Toppi, Battaglia, Uggeri, Di Gennaro oltre che esponenti del fumetto franco-belga ma mantenendo una impostazione culturale che verso la fine degli anni sessanta si ridusse fino quasi a scomparire; la nuova impostazione porterà nel 1969 a cambiare il nome della testata in Corriere dei ragazzi per tenere conto della presenza di contenuti più adulti.
All'interno del genere western, la Bonelli inaugura altre tre serie di successo: il Comandante Mark (1966) della EsseGesse, Zagor (1961) di Guido Nolitta e Storia del West di Gino D'Antonio (1967). La prima raggiunse un buon successo di vendite e venne pubblicata ininterrottamente fino al 1990, la seconda è pubblicata ininterrottamente da oltre cinquant'anni superando i 500 volumi editi e il protagonista rappresenta uno dei più celebri tarzanidi italiani entrato nella storia del costume italiano mentre l'ultima, Storia del West, una prima rappresentazione realistica del periodo western, è ritenuta una delle serie a fumetti western migliori del periodo che ha consacrato il suo creatore come uno dei maestri del fumetto italiano.
Con la messa in discussione dei vecchi canoni della società nasce la figura dell'eroe negativo, dalla personalità forte e ingegnosa, che non si riconosce nell'ordine sociale esistente e per questo assume atteggiamenti anarcoidi. Questo antieroe si maschera per non farsi riconoscere mentre commette senza scrupoli le sue attività criminose ed è il protagonista del fumetto nero, il quale prende ispirazione dal francese Fantax, creato nel 1945 da Marcel Navarro e Pierre Mouchot. Questo nuovo genere esordisce con il personaggio di Diabolik, creato da Angela e Luciana Giussani, un criminale spietato, ladro e assassino, che debutta nelle edicole nel 1962, proponendo un ribaltamento della morale corrente in controtendenza rispetto al moralismo degli altri fumetti dell'epoca e il cui successo è tale da far nascere un genere insieme a Kriminal, Satanik e a portare alla creazione di numerosi epigoni più o meno simili nelle caratteristiche come Fantax, Demoniak o Sadik, oltre che a parodie come Cattivik di Bonvi (1965) o Paperinik (1969) e influenzando anche il cinema che produrrà trasposizioni direttamente ispirate ai personaggi principali del genere come Diabolik, Kriminal o Satanik, che parodie come Arrriva Dorellik (1967) o Thrilling (1965). La moda però non sarebbe durata a lungo e, fatto salva le eccezioni di Diabolik, Kriminal e Satanik, gli altri epigoni ebbero vita breve. Da notare la presenza di protagoniste femminile e non più solo comprimarie dell'eroe come Satanik, ideata nel 1964 da Magnus e Bunker, donna fredda e crudele ma anche Valentina, ideata nel 1965 da Guido Crepax e pubblicata su Linus. Col tempo alcune serie assunsero connotazioni erotiche portando alla nascita di un vero e proprio genere erotico o pornografico con nuovi personaggi con personaggi come Isabella (1966) di Giorgio Cavedon e Sandro Angiolini e, a cavallo tra l'erotico e il nero, ci sono fumetti con protagonisti spesso femminili come Lucifera, Jacula, Sukia Vartàn o più raramente maschili, come Goldrake e numerose altre testate di fumetti popolari erotici e pornografici (pornografico, porno-horror, sexy) italiani che invasero le edicole nel decennio successivo edite principalmente dalla Ediperiodici e dalla Edifumetto, le quali monopolizzarono il mercato dei fumetti erotici.
Sul finire del decennio comparvero prima Sturmtruppen (Bonvi, 1968), un fumetto comico satirico ambientato al fronte e raffigurazione satirica della seconda guerra mondiale spesso con tratti surreali che fu il primo fumetto italiano realizzato nel formato a strisce giornaliere e che per molto tempo ha goduto di vasta popolarità non solo in Italia ma anche all'estero e poi Alan Ford (Max Bunker e Magnus, 1969) una serie fortemente innovativa edita dall'Editoriale Corno, che propose un fumetto umoristico con elementi satirico e grotteschi nel quale vari sottogeneri come lo spionistico, l'horror e la denuncia sociale trovano spazio fondendosi fra loro in un periodo nel quale il fumetto si caratterizzava invece per l'appartenenza a uno specifico genere senza contaminazioni e che raggiunse in breve un considerevole successo di pubblico e di critica venendo pubblicato per oltre quaranta anni.
Tra le altre pubblicazioni a strisce umoristiche si ricordano Girighiz (1965) di Enzo Lunari, ambientato nella preistoria. È la prima striscia umoristica e satirica di produzione italiana.

## Anni settanta
Il successo del mezzo lo fa approdare in televisione con i programmi Gulp! (1972) e SuperGulp! Fumetti in TV (1977-1981) dove Bonvi, insieme al regista De Maria, creò ex novo il personaggio di Nick Carter mentre a Supergulp! collaborarono altri grandi nomi del fumetto come Bruno Bozzetto, Hugo Pratt, Silver e Sergio Bonelli. "I fumetti in TV" non erano cartoni animati ma immagini statiche di fumetti, sia italiani che statunitensi, riprese e trasmesse in successione, come se si stesse leggendo un fumetto, mantenendo le nuvolette con le frasi dei personaggi che venivano lette da doppiatori.
Linus negli anni settanta arriva a vendere 110 000 copie al mese dando molto più spazio alla satira e presentando una produzione sia estera con opere come Fritz il gatto di Crumb, Doonesbury di Trudeau, l'Eternauta di Breccia, e altri autori come Wolinski, Reiser, Lauzier e Copi oltre a nuove serie a strisce americane come Inside Woody Allen, Crock e Beetle Bailey ma anche opere di autori italiani come Corto Maltese di Pratt, le vignette di Altan, Calligaro, Chiappori, Pericoli, Vincino e Vauro, Bobo di Sergio Staino oltre alla riscoperta di Benito Jacovitti.
Due case editrici monopolizzarono per tutto il decennio il mercato dei fumetti erotici nel caratteristico formato tascabile, la Ediperiodici e la Edifumetto, fondate da Renzo Barbieri e Giorgio Cavedon, pubblicarono famose serie a fumetti alcune delle quali arriveranno a vendere oltre centomila copie a numero con personaggi soprattutto femminili come Isabella, Jacula e molti altri come Zora, di genere horror o Biancaneve, di genere umoristico.
La Bonelli prosegue con successo la pubblicazione di testate storiche come Tex, Zagor, il Comandante Mark alle quali si aggiungono Mister No (1975) ideato da Guido Nolitta e primo fumetto della Bonelli non western ma ambientato in Amazzonia negli anni cinquanta, e Ken Parker (1974), personaggio particolare e atipico del genere western la cui serie a fumetti pubblicata dal 1977 al 1984 lo rende un personaggio di culto del fumetto italiano, sia per il realismo delle ambientazioni e per la meticolosa ricostruzione storica e filologica che per l'attenzione alle tematiche sociali. Sempre nel 1974 esordisce la collana I protagonisti, interamente realizzata da Rino Albertarelli, nella quale si propone una cronaca realistica dell'epopea western narrata senza retorica e senza enfatiche invenzioni narrative, mentre dal 1976 al 1980 viene pubblicata la collana Un uomo un'avventura, una serie di volumi monografici, distribuiti solo nelle librerie e non in edicola, realizzati da autori di fama internazionale come Dino Battaglia, Bonvi, Guido Buzzelli, Guido Crepax, Milo Manara, Hugo Pratt e Attilio Micheluzzi.
L'Editoriale Corno continua la pubblicazione di serie esordite nel decennio precedente come Kriminal, Satanik e Alan Ford che arrivarono a tirature di oltre 200 000 copie e nel 1970 acquisisce i diritti di pubblicazione dei supereroi della Marvel che portò alla pubblicazione di serie come Uomo Ragno, Fantastici Quattro, Capitan America e molte altre; il successo fu eclatante arrivando a tirature di 100 000 copie e aprendo la strada a molte altre testate supereroistiche. Sul Corriere dei ragazzi, rivista nata nel 1972 come tentativo di rinnovare il Corriere dei Piccoli, dando spazio ad autori di fumetti italiani sia esordienti, come Bonvi e Silver, che affermati, come Hugo Pratt e Sergio Toppi, fra i migliori disegnatori del periodo. Qui nel 1973 esordisce Lupo Alberto di Silver che dal 1976 compare sulla rivista Eureka dell'Editoriale Corno e su molte altre sue pubblicazioni. Magnus interrompe la storica collaborazione con la Corno e con Max Bunker dopo aver realizzato i primi 75 numeri della serie Alan Ford e cerca altre strade ottenendo un buon successo di critica con Lo Sconosciuto (1975) a cui segue La compagnia della forca (1977) oltre a fumetti erotici per la Edifumetto come Necron o Le 110 Pillole, che vennero etichettate come pornografiche dalla critica essendo forse in anticipo sui tempi in quanto poi, grazie anche a opere analoghe di Milo Manara e Franco Saudelli, l'erotico sarà definitivamente legittimato e Raviola rivalutato mentre comunque in Europa la sua opera aveva già riscosso un ampio successo.
Fra gli anni settanta e anni ottanta l'Editoriale Metro di Renato Bianconi ebbe il massimo periodo di successo pubblicando fumetti per bambini realizzati da autori come Giovan Battista Carpi, Giulio Chierchini, Luciano Gatto, Giorgio Rebuffi e molti altri che realizzarono personaggi di grande successo come Trottolino, Nonna Abelarda e Geppo, in un mercato che vedeva il predominio delle pubblicazioni Disney e proponendo inoltre personaggi americani quali Braccio di Ferro, Felix e Tom & Jerry dei quali vennero realizzate nuove storie da autori italiani che ne diedero una versione molto diversa dagli originali americani.
Altri personaggi e serie del periodo:
- Gli scorpioni del deserto (1969) di Hugo Pratt;
- Up il sovversivo (1969, Alfredo) personaggio sempre raffigurato sottosopra nelle vignette pubblicate anche su Linus;
- Il commissario Spada (1970) di Gianluigi Gonano e Gianni De Luca sul Giornalino;
- Gianconiglio (1971) di Carlo Triberti e Carlo Peroni sul Corriere dei Piccoli;
- La Linea (1971), personaggio ideato da Osvaldo Cavandoli
- Gli Aristocratici (1973) di Alfredo Castelli su Corriere dei Ragazzi;
- Oreste e Nicola (1973) di Renato Calligaro;
- Il laureato (1974) di Luca Novelli fa denuncia sociale sui problemi dei giovani laureati disoccupati
- La Pimpa (1975) di Altan per il Corriere dei Piccoli;
- Nilus (1976) di Agostino e Franco Origone;
- I labirinti e Zil Zelub di Guido Buzzelli;
- Avventure di Giuseppe Bergman (1978) di Milo Manara;
- Sam Pezzo (1979) di Vittorio Giardino

## Anni ottanta
La Bonelli nei primi anni ottanta cerca nuovi spazi pubblicando riviste e collane incentrate sul fumetto d'autore italiano ed estero e a tal proposito rileva nel 1982 la casa editrice L'Isola Trovata per pubblicare la rivista Orient Express e insieme all'editore francese Dargaud riviste di fumetti come Pilot con opere di autori francesi e italiani ma il successo arriverà con i fumetti tradizionali che comunque si allontanarono dallo stereotipo del fumetto popolare avvicinandosi alle pubblicazioni d’autore come Martin Mystère (1982) di Alfredo Castelli e soprattutto Dylan Dog (1986) di Tiziano Sclavi che raggiunse poco dopo l'esordio un successo tale da renderlo uno dei fumetti italiani più venduti tradotto e pubblicato anche all'estero.
Diversamente l'Editoriale Corno, dopo i successi del decennio precedente, dal 1979 entrò in crisi e nel giro di pochi anni, dopo aver chiuso molte testate storiche, fu costretta al fallimento nel 1984. Dopo la chiusura della Corno, Luciano Secchi fondò la Max Bunker Press che, oltre a proseguire la pubblicazione di Alan Ford, si dedicò alla ristampa di vecchi successi dell'autore come Kriminal e Satanik, Silver passò alla Glénat, che fece esordire un albo mensile dedicato al personaggio di Lupo Alberto finché l'autore non divenne anche editore nel 1989, fondando la Acme.
I fumetti supereroistici americani dopo la chiusura dell'Editoriale Corno nel 1984 scomparvero per qualche tempo fino a quando alla fine del 1985 un piccolo editore, Labor Comics, acquisì i diritti per pubblicare alcuni fumetti della Marvel ma l'esperimento fu di breve durata; alla Labor subentrò la Star Comics che pubblicò una nuova collana dedicata all'Uomo Ragno grazie al successo della quale seguirono altre testate dedicata ai personaggi della Marvel; seguirono poi anche altri editori, Comic Art, Play Press e Max Bunker Press, che pubblicarono analoghe serie americane della Marvel e della DC Comics fino a quando la Marvel Comics non decise di riprendersi i diritti e di fondare una propria filiale italiana, la Marvel Italia nel 1993.
Nel 1980 esordì il mensile romano Frigidaire, che presentò il nuovo fumetto italiano: Primo Carnera e Il Dottor Jack di Filippo Scòzzari, Ranxerox di Stefano Tamburini e Tanino Liberatore, Zanardi di Andrea Pazienza o Ramarro di Giuseppe Palumbo. La filosofia della rivista è di garantire ai suoi autori totale libertà espressiva e libertà di sperimentazione. Altre autori sono Massimo Mattioli con Joe Galaxy, Massimo Giacon, Francesca Ghermandi e molti altri.
Dal 1988 la Disney Italia rientra in possesso dei diritti per la produzione a fumetti della Disney subentrando alla Mondadori nella pubblicazione di storiche testate come Topolino.
Altri autori, serie e personaggi del periodo:
- Vittorio Giardino crea nel 1982 Max Fridman.
- Il gruppo Valvoline, costituito da Igort, Brolli, Giorgio Carpinteri, Jerry Kramsky, Lorenzo Mattotti e Jori.[154]
- Su Alter Alter Lorenzo Mattotti pubblica, nella ricerca di nuove espressioni e simboli, Incidenti, Il Signor Spartaco e Fuochi.[155]
- Cinzia Leone crea Gilda, protagonista dall'atteggiamento mascolino.
- Nel 1984 esce Il Gioco di Milo Manara, di genere erotico.
- Paolo Eleuteri Serpieri idea Morbus Gravis nel 1985, dove la maggiorata Druuna, vive in un futuro angoscioso, ma il vero centro del fumetto è il corpo generosamente esposto della protagonista.
- Franco Saudelli crea nel 1987 La Bionda, personaggio erotico ma ironico.
- Leo Ortolani crea nel 1989 il supereroe comico Rat-Man.[156]
- Francesco Cascioli e Bruno D'Alfonso creano nel 1984 Ciacci per Linus, serie di satire di costume ambientata nella scuola italiana.
- Angese (Sergio Angeletti) crea il fumetto di satira politica Craxi & Martelli.
- Stefano Disegni e Massimo Caviglia nel 1989 ideano Lo salviamo noi il cinema!.

## Anni novanta
Dylan Dog di Tiziano Sclavi edito da Bonelli ed esordito nel 1986, raggiunse nei primi anni novanta una popolarità notevole arrivando a vendere mezzo milione di copie al mese e venendo più volte ristampato in altre collane divenendo il secondo fumetto più venduto in Italia dopo Tex. Sulla scia del successo della serie esordì una pletora di epigoni di genere horror, non sempre di elevata qualità, destinata a vita breve. Il genere dei fumetti horror finì all'attenzione dei media per una interrogazione parlamentare allo scopo di «tutelare i minori dalla violenza morale che viene perpetrata nei loro confronti, sia coi fumetti che coi racconti» e chiedendo «una ricognizione più precisa delle case editrici, degli autori, e anche ispezioni nelle edicole» e che portò a vietare ai minori alcune testate come Splatter e Mostri edite dalla Acme. Il successo di Dylan Dog si mantenne nel corso del decennio consolidando una realtà editoriale, la Bonelli, che era già sul mercato dagli anni quaranta, facendo da traino non solo per le altre pubblicazioni della casa editrice che esordirono in quegli anni come Nathan Never - il cui primo numero della serie mensile raggiunse le 300 000 copie - ma anche per altri editori che presentarono nuovi prodotti sulla scia del successo della Bonelli.
Nel 1995 esordisce la serie di Rat-Man di Leo Ortolani, parodia del fumetto supereroistico statunitense, destinato a un duraturo successo, accolto con favore da pubblico e critica e diventando in pochi anni un fenomeno di culto, considerato uno dei personaggi più riusciti e umoristici del panorama fumettistico italiano.
Dopo una crisi del fumetto negli anni ottanta verso l'inizio degli anni novanta avviene una ripresa, grazie alla rinascita dell'interesse verso i supereroi del fumetto statunitense, in particolare col nuovo ciclo di avventure di Batman, scritte da Frank Miller; i diritti per pubblicare alcuni fumetti della Marvel vennero poi acquisiti alla fine degli anni ottanta dalla Star Comics seguita da altri editori come Comic Art, Play Press e Max Bunker Press, che pubblicarono analoghe serie statunitense della Marvel e della DC Comics fino a quando la Marvel Comics non decise di riprendersi i diritti e di fondare una propria filiale italiana, la Marvel Italia nel 1993. Nel 1996 la Marvel statunitense acquisì la Panini e la fuse con la Marvel Italia fondando la Panini S.p.A..
I manga, ovvero i fumetti giapponesi, presenti saltuariamente nel decennio precedente soprattutto in pubblicazioni per bambini a seguito del successo dei cartoni animati, incominciarono a essere pubblicati in maniera più organica da editori come la Granata Press di Luigi Bernardi, il quale importò dagli Stati Uniti la serie Akira di Katsuhiro Ōtomo e incominciò a presentare in Italia il fumetto giapponese su due testate Zero e Mangazine che riscontrarono un buon successo presentando serie come Ken il guerriero e Patlabor che in seguito si sarebbero guadagnate testate autonome e aprirono la strada ad altre pubblicazioni e altri editori come la Star Comics la quale, grazie all'importazione diretta dal Giappone e a testate antologiche come Kappa Magazine, divenne il principale editorie italiano di manga.

## Anni duemila
Nuove testate edite e vendute direttamente su Internet, il cosiddetto fumetto online anche se la versione cartacea continua a essere pubblicata dai vari editori come Panini, Marvel, Bonelli e altri.
La Panini viene venduta dalla Marvel Comics nel 1999 ma continua a mantenere i diritti in esclusiva di tutto il materiale Marvel e nel 2001 nasce il marchio Panini Comics.
In questi anni, iniziano a prendere piede, attraverso nuovi editori dediti esclusivamente a questo mercato come Coconino Press, i graphic novel, formula narrativa intimistica e che riflette perlopiù il vissuto dell'autore, con strategie di disegno molto più personalizzate. Termine originariamente nato per descrivere le opere di Will Eisner, la definizione viene poi applicata anche ad altre opere della storia italiana, come Corto Maltese.

## Anni 2010
Nel 2011, per le Edizioni Graficart, esce La profezia dell'armadillo, il primo volume dell'autore Zerocalcare.
Dal 2013 la Panini Comics subentra alla Disney Italia nella pubblicazione dei fumetti Disney.

## Anni 2020
A partire dal 2020, soprattutto in seguito al lockdown causato dalla pandemia di Covid-19, i manga, in particolare i shōnen, diventano estremamente popolari, in quella che viene talvolta definita manga mania, e che riesce a entrare nelle classifiche di vendita dei libri.